# Suimanga de Gould
El suimanga de Gould (Aethopyga gouldiae) és un ocell de la família dels nectarínids (Nectariniidae).

## Hàbitat i distribució
Habita boscos i zones de matoll a l'Himàlaia, al nord i est de l'Índia, sud-est de Bangladesh, Manipur i Nagaland. Sud-est de Tibet i centre i sud de la Xina, Myanmar, Laos i centre i sud del Vietnam.

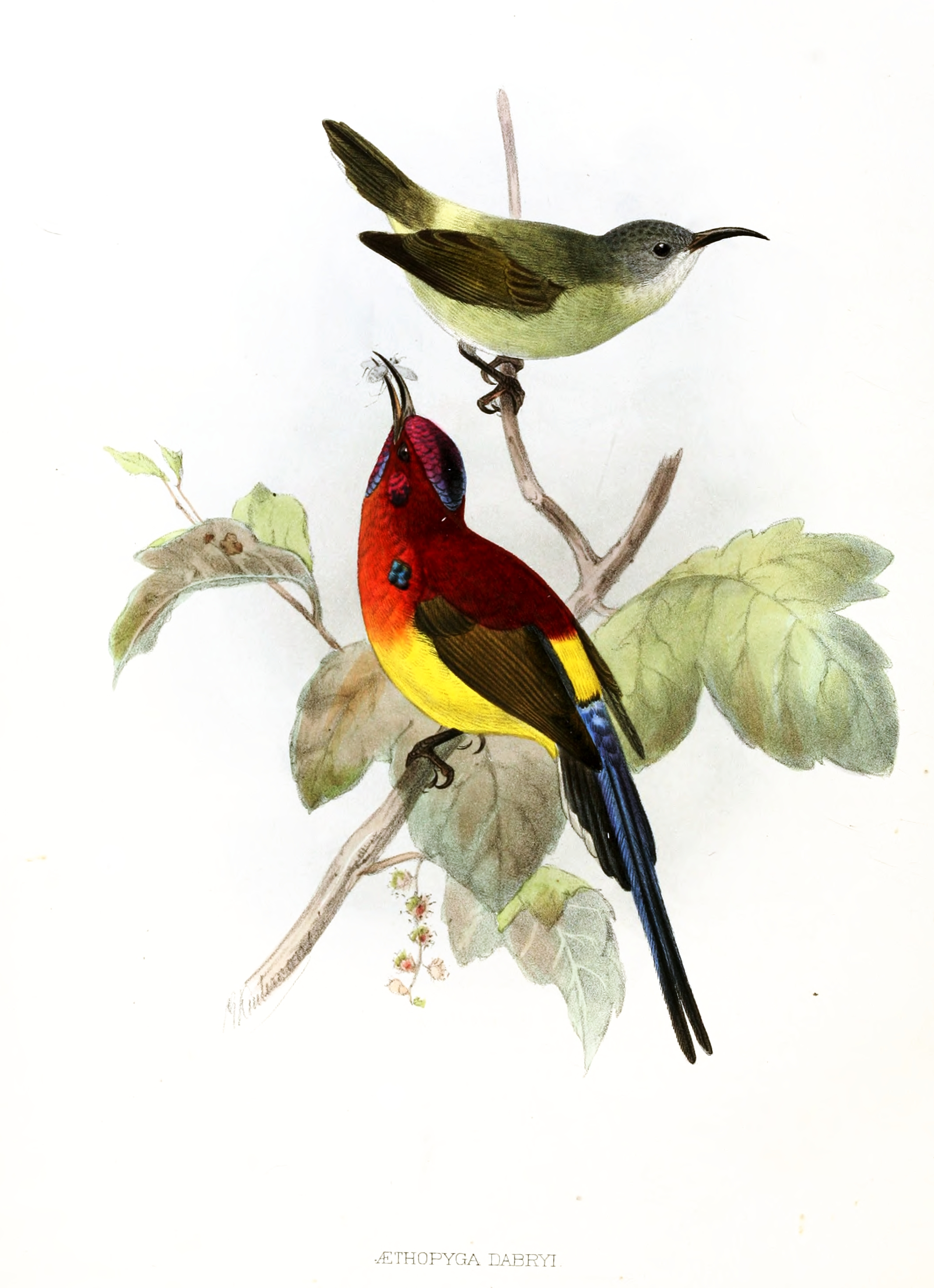
Litografia del suimanga de Gould (1880) de John Gerrard Keulemans (1842–1912) que apareix a l'obra de Shelley, G.E. (1880) A Monograph of the Nectariniidae, or Family of Sun-birds. Es veu la femella al fons i el mascle a primer pla (dimorfisme sexual).